# Triteleia versicolor
Triteleia × versicolor là một loài thực vật có hoa lai ghép trong họ Asparagaceae. Loài này được Hoover miêu tả khoa học đầu tiên năm 1941.
Nó là loài lai ghép của T. hyacinthina với T. ixioides. Khu vực sinh sống: California.